# No. 453 Squadron RAAF
No. 453 Squadron war eine Einheit der Royal Australian Air Force im Zweiten Weltkrieg.

## Geschichte
Die Einheit wurde am 23. Mai 1941 in Bankstown, New South Wales, aufgestellt. Sie war mit Brewester Buffalo ausgerüstet. Angesichts der Bedrohung durch Japan verlegte das Squadron im August 1941 nach Singapur. Aufgrund der japanischen Invasion auf der Malaiischen Halbinsel am 8. Dezember 1941 verlegte die Einheit nach Ipoh und Kuala Lumpur. Sie erlitt schwere Verluste und musste am 24. Dezember 1941 mit nur noch drei einsatzfähigen Flugzeugen nach Singapur zurückgezogen werden. Dort wurde sie mit den Resten des No. 21 Squadron zusammengelegt. Das Squadron kämpfte bis zum 5. Februar 1942 mit sechs einsatzbereiten Flugzeugen. Die Einheit wurde nach Java verlegt, konnte dort aber nicht einsatzbereit gemacht werden. Daraufhin wurde sie nach Adelaide zurückgezogen und dort am 15. März 1942 aufgelöst.
Am 18. Juni 1942 wurde das No. 453 Squadron auf dem britischen Standort Drem wieder aufgestellt. Es war jetzt mit Spitfires ausgerüstet. Im August 1942 erfolgte eine Verlegung nach Hornchurch. Im Juni 1943 ging es weiter nach Ibsley. Von dort aus wurden auch Schiffsziele bekämpft. Die Einheit beteiligte sich an der Invasion in der Normandie.
Ab dem 15. Juni 1944 operierte sie von vorgeschobenen Plätzen in Frankreich und zog am 25. Juni 1944 vollständig nach Frankreich um. Jedoch Ende September wurde die wieder nach Coltishall verlegt, um von dort aus V1-Stellungen zu bekämpfen. Am 31. Mai 1945 wurde die Einheit in Hawkinge aufgelöst.